# إيبيرفيل ستاسيون (كيبك)
إيبيرفيل ستاسيون (بالإنجليزية: Hébertville-Station, Quebec)‏ هي بلدية محلية في كيبيك تقع في كندا في Lac-Saint-Jean-Est Regional County Municipality.[بحاجة لمصدر]  يقدر عدد سكانها بـ 1,216 نسمة ومساحتها 32.70 كم2 .

## أعلام
- فريديريك شابوت